# Newtongrange
Newtongrange ist eine Kleinstadt in der schottischen Council Area Midlothian. Sie liegt fünf Kilometer südlich von Dalkeith und zwölf Kilometer südöstlich des Zentrums von Edinburgh am Ostufer des South Esk.

## Geschichte
Im bedeutendsten Kohlerevier Schottlands gelegen, entstand Newtongrange in den 1830er Jahren als Plansiedlung des Marquess of Lothian für Bergleute. 1861 lebten dort 787 Personen. Bis 1881 war die Einwohnerzahl auf 1010 angestiegen. Nach Gründung der Lothian Coal Company durch Schomberg Kerr, 9. Marquess of Lothian und dem Kohlebaron Archibald Hood in den 1890er Jahren wurde in Newtongrange die Lady Victoria Colliery eingerichtet, die 1895 den Betrieb aufnahm. In der Folge entwickelte sich Newtongrange zur größten Bergarbeitersiedlung Schottlands. Ihren Höhepunkt erreichte die Anlage im Jahre 1953 als dort 1765 Personen beschäftigt waren. Zwei Jahre zuvor verzeichnete Newtongrange 5685 Einwohner. 1981 schloss das Bergwerk. Nachdem der Heritage Lottery Fund 2007 die finanziellen Mittel zur Restaurierung der Anlage bereitstellte, entstand daraus das Scottish Mining Museum. Zusammengenommen mit dem direkt östlich angrenzenden Mayfield, lebten im Jahre 2001 13.331 Personen in den beiden Kleinstädten.

## Verkehr
Newtongrange liegt direkt an der A7 (Edinburgh–Carlisle). An der Waverley Line erhielt Newtongrange einen eigenen Bahnhof, der jedoch mit der Schließung der Linie in den 1960er Jahren aufgelassen wurde. Zwischen Newtongrange und Bonnyrigg querte die Strecke auf dem imposanten Lothianbridge Viaduct den South Esk. Im Rahmen des Wiederaufbaus der Strecke als Borders Railway von 2012 bis 2015 erhielt Newtongrange wieder einen eigenen Bahnhof, von dem an Werktagen alle 30 Minuten Züge nach Edinburgh fahren. Mit dem Flughafen Edinburgh befindet sich ein internationaler Verkehrsflughafen rund 20 km nordwestlich.